# Chiyo

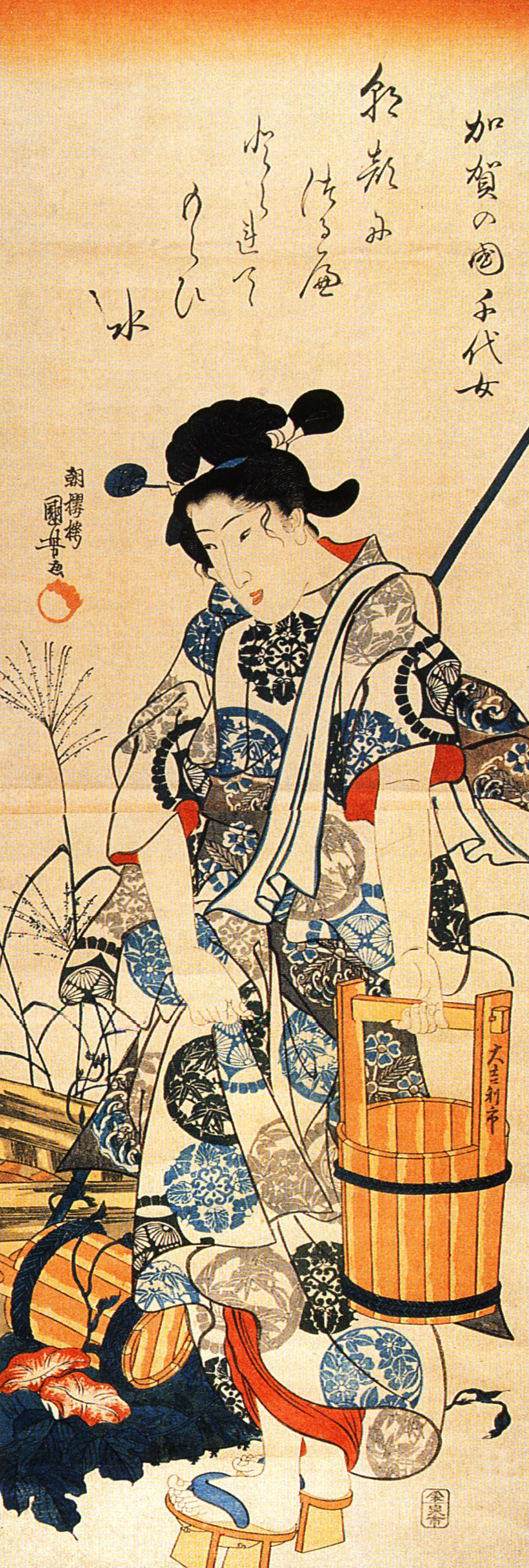
Chiyo

Chiyo eller Chiyo-ni (1703–1775) var en kvinnlig japansk haikupoet. 
Chiyo-ni lär ha skrivit sin första haikudikt som sexåring. Hennes far såg då till att hon fick lära sig mer om haiku av mästaren Hansui (1684-1775). Hon lärde sig även tidigt kalligrafi. Fadern ägde ett företag som tillverkade kalligrafipapper. Hon upptäcktes senare av en av Bashos lärjungar, Shikō Kagami (1665-1731). Han blev en av hennes viktigaste lärare. Hon lyckades få flera av sina dikter publicerade vid 19 års ålder. Hon levde ett mycket aktivt liv som poet och affärskvinna, men drog sig tillbaka vid 52 års ålder och blev buddhistnunna. 
Chiyo kan i svensk språkdräkt låta:
| Blomman för dagen! Han som odlade den märkte den inte ens |
| – Chiyo                                                   |

| Det klara vattnet ingen framsida ingen baksida |
| – Chiyo                                        |